# Gai Egnatuleu
Gai Egnatuleu (en llatí Caius Egnatuleius C.F.) va ser un magistrat romà probablement del segle iii aC. Formava part de la gens Egnatúlia, una gens romana d'origen plebeu de la qual es coneixen molt pocs membres.
Segurament era triumvir monetalis, i només se'n sap d'ell perquè apareix en una moneda com C. Egnatulei. C.F. amb una representació de Victòria i un trofeu, i la paraula ROM (Roma). Aquesta moneda porta una lletra Q que vol dir que era un quinari (la meitat que un denari).